# Stanisław Mielcarek
Stanisław Mielcarek (ur. 14 września 1920 w Chorobrowie, zm. 20 czerwca 1942) – kapral radiooperator Polskich Sił Powietrznych w Wielkiej Brytanii, kawaler Virtuti Militari.

## Życiorys
Urodził się 14 września 1920 w Chorobrowie, w rodzinie Stanisława (ur. 9 października 1890 w Poznaniu), kapitana administracji (piechoty) Wojska Polskiego, oficera Batalionu KOP „Żytyń”, komendanta placu Biała Podlaska, więźnia obozu koncentracyjnego Oranienburg, odznaczonego Krzyżem Walecznych i Srebrnym Krzyżem Zasługi.
Był bratem Józefa (1917–1941), porucznika pilota  i Władysława (1922–1992), sierżanta pilota 308 Dywizjonu Myśliwskiego Krakowskiego, odznaczonego Krzyżem Walecznych .
W czasie II wojny światowej należał do personelu latającego 300 Dywizjonu Bombowego Ziemi Mazowieckiej. 20 czerwca 1942 zginął śmiercią lotnika. Został pochowany na brytyjskim cmentarzu wojskowym we wsi Sage, w gminie Großenkneten.
Załoga samolotu Vickers Wellington nr A 1256, której był członkiem została zestrzelona w locie bojowym na bombardowanie Emden przez nocnego myśliwca między Riepe a Simonswolge.

## Ordery i odznaczenia
- Krzyż Srebrny Orderu Wojskowego Virtuti Militari nr 9598[14]
- Krzyż Walecznych trzykrotnie[1]
- Medal Lotniczy[1]
- Polowa Odznaka Radiotelegrafisty nr 182[12]